# Zajączkowo (powiat nowomiejski)
Zajączkowo – wieś w Polsce położona w województwie warmińsko-mazurskim, w powiecie nowomiejskim, w gminie Grodziczno. W latach 1975–1998 wieś należała administracyjnie do województwa toruńskiego. We wsi znajduje się przystanek kolejowy Zajączkowo Lubawskie.

## Historia
W pierwszej połowie listopada 1906 r. w miejscowej szkole elementarnej odbył się jednodniowy strajk dzieci przeciwko nauczaniu religii w języku niemieckim. Z uczestników strajku znane jest tylko jedno nazwisko: B. Spodobry. Strajk był elementem znacznie większej akcji biernego oporu wobec pruskich władz szkolnych, która na przełomie 1906 i 1907 r. objęła ponad 460 (!) szkół w prowincji Prusy Zachodnie, czyli przedrozbiorowe Pomorze Gdańskie, Powiśle, ziemię chełmińską i ziemię lubawską oraz część Krajny. Inspiracją dla strajków pomorskich były wcześniejsze działania dzieci w prowincji wielkopolskiej, ze słynnym strajkiem we Wrześni (1901) na czele.